# 火曜日の放火魔事件
火曜日の放火魔事件（かようびのほうかまじけん）とは、1976年（昭和51年）11月から翌1977年（昭和52年）2月にかけて、東京都新宿区で起きた連続放火事件である。
結果的に死傷者は出なかったが、近隣住民を恐怖に陥れ、警視庁は放火事件としては極めて異例となる捜査本部を設置して警戒・捜査にあたった。1977年（昭和52年）2月1日未明に当時31歳の理容師の男が現行犯逮捕され、1978年（昭和53年）に懲役10年の判決が下された。

## 概要
1976年（昭和51年）11月16日から翌1977年（昭和52年）2月1日まで、火曜日の未明から明け方にかけて東京都新宿区の繁華街で34件の放火事件が発生した。手口はいずれも住宅やビルの郵便受けの手紙や壁のポスター、ゴミバケツのゴミなどにライターで点火するというものであった。毎週火曜日に発生する謎の放火事件として1976年（昭和51年）12月上旬から注目されるようになり、マスコミは「火曜日の怪火」「火曜日の放火魔」と呼んで大々的に報じるようになった。そのほとんどはボヤ程度であったが、1977年（昭和52年）1月4日の歌舞伎町での放火事件では7棟が全半焼している。近隣住民は自警団を組織して消防団とともにパトロールを行い、警視庁も放火事件としては極めて異例となる捜査本部を設置して警戒・捜査にあたった。
1977年（昭和52年）2月1日に現行犯逮捕された犯人は、世田谷区に住む31歳の理容師の男であった。男は母親の経営する理容室で働いており、定休日の月曜日は新しい技術の習得のために新宿区東大久保の専門学校に通い、講師も任されるほどになっていた。男は専門学校の授業が終わると新宿を飲み歩くのが習慣となっており、日付が変わるころから犯行を重ねていた。犯行の動機として「ムカムカした気持ちがスッとする」「警察や住民が大騒ぎするのが面白かった」と語り、1975年（昭和50年）春以降の自宅付近での放火を含む約40件の放火を自供した。
なおニッポン放送の深夜番組『河野嘉之のオールナイトニッポン』は、この事件に怯える深夜の街をレポートするために4人の放送記者のグループ『ヤング特捜隊』を街中に待ち構えさせていたが、そこへこの事件の犯人が現れて犯行に及び、急遽レポートが放火現場からの生中継となって同番組を通じ放送されたことがあった。この放送があった日は1977年2月1日であり、犯人が逮捕された日でもあった。
1978年（昭和53年）4月14日、東京地方裁判所は犯人の男に住居侵入・現住建造物放火などで懲役10年の判決を下した。

## 模倣犯
犯人の男が捕まって以降も、新宿警察署と四谷警察署は模倣犯の発生に備えて警戒態勢を維持した。
犯人が逮捕された翌週の火曜日である1977年（昭和52年）2月8日未明、新宿区歌舞伎町で連続3件の放火が発生した。新宿警察署は現場付近にいた世田谷区の中学生を職務質問し、犯行を認めたため同日1時30分ころ放火未遂・軽犯罪法違反で補導した。調べに対して中学生は、「火曜日の放火魔がつかまったのを新聞で見てかっこいいと思った。次は自分がやって、世間を騒がせてやろうと思った」と供述した。
同年2月22日未明には、埼玉県富士見市で新築中の住宅2軒が放火された。埼玉県東入間警察署は、市内のろう者を非現住建造物放火の疑いで緊急逮捕した。ろう者は犯行を認め、手話通訳を通して「東京・新宿で起きた連続放火事件をテレビで見てまねをした」と述べた。